# وزارة الإعلام (عمان)
وزارة الإعلام؛ مؤسسة رسمية تهدف لتطوير الأداء الإعلامي العُماني بما يعزز من مكانة سلطنة عُمان داخليًا وخارجيًا من خلال تنظيم العمل الإعلامي والارتقاء بأداء الإعلاميين والالتزام بتقديم خدمات اعلامية ذات فعالية وكفاءة عالية.

## نبذة
بدأت مسيرة وزارة الإعلام مع انطلاق النهضة المباركة عام 1970، إدراكا من السلطان قابوس بن سعيد طيب الله ثراه لأهمية الإعلام في مسيرة البناء والتنمية، حيث تم إنشاء أول وزارة للإعلام عام1970م.

## الرؤية
أداء تنافسي للإعلام العُماني وخدمات إعلامية ذكية.

## الرسالة
تطوير الأداء الإعلامي العُماني بما يعزز من مكانة سلطنة عُمان داخلياً وخارجياً من خلال تنظيم العمل الإعلامي والارتقاء بأداء الإعلاميين والالتزام بتقديم خدمات اعلامية ذات فعالية وكفاءة عالية.

## الخط الزمني لتاريخ الوزارة
- 1970  إنشاء أول وزارة للإعلام
- 5 مايو عام 1972م تم فصل وزارة الشؤون الاجتماعية والعمل عن الإعلام إذ أوكلت شؤون ومهام الإعلام إلى مديرية الإعلام ثم إلى مديرية الإعلام والسياحة.
- 7 ديسمبر 1970تم إنشاء أول وزارة للإعــــــلام وكانت بمسمى وزارة ( الإعـــــــلام والـــشؤون الاجتمـــاعية والــــعمل ) وقـد تـولى هذه الوزارة المرحوم الأديب والـشاعر عبدالله بن محمد الطائي.
- 8 ديسمبر 1974م تغير مسمى وزارة الإعلام والسياحة إلى وزارة الإعلام والثقافة.
- 1973
- 17 نوفـــمبر 1973م  إنشاء وزارة الإعـــلام والــسياحــة وتعيين صاحب السمو السيد فهد بن محمود آل سعيد وزيراً لها.
- 23 مــايو 1982م تم تعــديل مسمى وزارة الإعــــــلام وشــؤون الشـباب إلــى وزارة الإعـــــلام وتم إلحاق قطاع الشباب بوزارة التربية والتعليم وشؤون الشباب.
- 22 مايو 1979م تم تعيين معالي عبد العزيز بن محمد الرواس وزيراً للإعــــلام وشؤون الشباب.
- 29 فبراير 2012م تم تعيين الدكتور عبد المنعم بن منصور الحسني وزيراً للإعــــلام .
- 10 يونيو 2001م تم تعين معالي حمد بن محمد الراشدي وزيراً للإعـــــلام .
- 18 أغسطس 2020م تم تعيين معالي الدكتور عبدالله بن ناصر الحراصي وزيراً للإعلام.

## وصلات خارجية
- الموقع الرسمي